# 1205
1205 (MCCV) a fost un an obișnuit al calendarului iulian.

## Evenimente
- 19 martie: Bătălia de la Adramyttion: conduși de Henric de Hainaut, latinii zdrobesc trupele bizantine conduse de Constantin Laskaris, fratele lui Teodor Lascaris, și de Theodor Mangaphas.
- 14 aprilie: Bătălia de la Adrianopol: bulgarii, conduși de Ioniță Caloian, zdrobesc forțele latine; împăratul Balduin I este luat prizonier.
- 19 iunie: Cneazul Roman de Halici-Volynia este ucis de poloni, pe când traversa Vistula; Polonia și Ungaria intervin în cnezat.

### Nedatate
- ianuarie: Revoltă a grecilor din Tracia împotriva cruciaților; ei fac apel la regele Caloian al Bulgariei.
- Genghis Han începe cucerirea regatului tanguților.
- Incursiune a chinezilor în Vietnam.
- Incursiune a regelui Alfons al VIII-lea al Castiliei în Guyenne.
- În fața amenințării bulgare, împăratul Balduin I cheamă în ajutor trupele latine de dincolo de Bosfor; Asia Mică este evacuată de latini, care mai păstrează doar portul Pegai.
- Mihail I Comnenul Dukas fondează despotatul Epirului.
- Orașul Ragusa (Dubrovnik) recunoaște suzeranitatea Veneției.
- Othon de la Roche întemeiază ducatul de Atena.
- Regele Filip al II-lea August al Franței ocupă comitatul de Anjou, ca și Touraine, Maine și Poitou.
- Sunt constituite Regatul de Salonic și principatul de Ahaia.
- Șahul Horezmului înfrânge pe conducătorul ghurid Muhammad Ghori.
- Teodor Lascaris este proclamat împărat la Niceea; întemeierea Imperiului bizantin de la Niceea.
- Veneția achiziționează Corfu.

## Arte, științe, literatură și filozofie
- Deschiderea de fabrici de mătase la Veneția și, de acolo, în restul Italiei de nord.
- Este întemeiată Universitatea din Paris.

## Înscăunări
- 1 aprilie: Hugh I, rege al Ciprului (1205-1218)
- 7 mai: Andrei al II-lea, rege al Ungariei (1205-1235)

### Nedatate
- aprilie: Henric de Hainaut, regent al Imperiului latin de Constantinopol (1206-1216)
- Kılıç Arslan al III-lea, sultan selgiucid.

## Nașteri
- Adrian al V-lea, papă (d. 1276)
- Alfons al II-lea, conte de Provence (d. ?)
- Batu Han, comandant mongol (d. 1255)
- Venceslau I, rege al Boemiei (1230-1253), (d. 1253)

## Decese
- 1 aprilie: Amalric al II-lea de Lusignan, 59 ani, rege al Ierusalimului (n. 1145)
- 7 mai: Ladislau al III-lea, rege al Ungariei (n. ?)
- 19 iunie: Roman Mstislavici, 53 ani, cneaz de Halici-Volynia (n. 1151)
- 4 iulie: Otto al II-lea de Brandenburg, 57 ani (n. 1147)

### Nedatate
- mai: Enrico Dandolo, doge al Veneției, 98 ani (n. 1107)
- Alexios al V-lea Ducas Murtzuphlos, 64 ani, împărat bizantin (n. 1140)
- Balduin I, împărat al Imperiului latin de Constantinopol, 32 ani (n. 1172)